# Așchileu (gmina)
Așchileu (/Aʃkilew/) – gmina w Rumunii, w okręgu Kluż. Obejmuje miejscowości Așchileu Mare, Așchileu Mic, Cristorel, Dorna i Fodora. W 2011 roku liczyła 1601 mieszkańców.